# Amir Ibragimov
Amir Ibragimov (oroszul: Амир Ибрагимов; Bujnakszk, Dagesztán, 2008. április 2. –) orosz születésű angol utánpótlás-válogatott labdarúgó, a Manchester United játékosa.
Dagesztánban született, utánpótlás szinten Angliát képviselte.

## Fiatalkora
Kaukázusi avar muszlim családba született Dagesztánban, Oroszországban. Ibragimov családja tizenegy éves korában költözött Angliába.

## Pályafutása

### Klubcsapatokban
Angliába költözése után a Sheffield United akadémiájához csatlakozott.
Később a Manchester United csapatához csatlakozott, az U14-es és az U15-ös csapatok csapatkapitánya is volt. 2022 márciusában, egy Tottenham Hotspur elleni mérkőzésen kiharcolt egy büntetőt, de annak következtében, hogy úgy érezte, hogy nem voltak ellene szabálytalanok, az ellenfél kapusának passzolta a labdát, kapura lövés helyett. A gesztus országos figyelmet keltett. 2022 augusztusában írta alá első szerződését a csapattal.
2023. január 21-én, azt követően, hogy győztes gólt szerzett az U16-os csapat színeiben a Liverpool ellen, pályára lépett az U18-as keretben is. A mérkőzésen 3–2-re nyert csapata, ismét a Liverpool ellen. 2023 áprilisában először, mindössze 15 évesen, a Manchester United felnőtt csapatával edzett. 2024 januárjában bemutatkozott az U21-es csapatban, a Norwich City ellen, csereként.
2025 márciusában írta alá első profi szerződését.

### A válogatottban
Ibragimov képviselheti Oroszországot és Angliát, az utóbbit, mivel 11 évesen a szigetországba költözött családja. 2023 februárjában mutatkozott be az U15-ös válogatottban. 2024 áprilisában kapott először lehetőséget az U16-os csapatban, Belgium ellen mutatkozott be egy fejlesztési tornán.

## Magánélete
Ibragimov muszlim, 2023 márciusában az interneten elterjedt egy videó, amiben a Koránt mondja fel a Trafford Training Centre edzőközpontban.
Bátyja, Ibrahim, MMA-versenyző, míg két öccse szintén Manchesterben játszik, a legfiatalabb, Mo, a Manchester City játékosa, míg az idősebbik, Gazik, szintén a United mezét viseli.
Amir keresztapja, Jonny Hansen, szintén labdarúgó volt, Norvégiában volt hosszabb karrierje.